# Каливо, Анна Даниловна
Анна Даниловна Каливо (25 июля 1915, д. Каменка Горецкого района Могилёвской области — 1 марта 1998) — Герой Социалистического Труда (1981), заслуженный механизатор БССР (1963), депутат Верховного Совета БССР (1963—1967), делегат Третьего Всесоюзного съезда колхозников (1969).

## Биография
В 1938 г. окончила курсы трактористов в Мстиславле. С 1939 г. трактористка в Ленинской МТС. В 1940 г. стала участницей Всесоюзной сельскохозяйственной выставки в Москве. Во время Великой Отечественной войны работала механизатором в эвакуации. В 1950—1970 гг. трудилась в Ленинской и Горецкой МТС, в колхозах «Советская Беларусь» и «50 лет БССР». Возглавляла в Горецкой МТС одну из первых в Белоруссии девичьих тракторных бригад. Свой трудовой опыт обобщила в брошюре «Долговечность машин — дело механизаторов», изданной в Минске.
Звание Героя Социалистического Труда присвоено в 1960 году. Депутат Верховного Совета БССР в 1963—1967 гг. Заслуженный механизатор БССР (1963). С 1970 года — на пенсии. Умерла 1 марта 1998 года.

## Награды
- Медаль Серп и Молот
- Орденом Ленина (1960)
- Почетная грамота Верховного Совета БССР (1978)
- медали ВДНХ СССР

## Память
В её честь на аллее Героев Советского Союза и Социалистического Труда в г. Горки Могилёвской области установлен памятный знак.